# 辣手警探
《辣手警探》（韓語：베테랑）是2015年上映的一部韓國警匪動作片，由《柏林諜變》導演柳承完執導，該片講述的是犯下罪行的財閥三世，與刑警之間的追擊故事。情節緊湊毫無冷場的劇情，因題材寫實恍如南韓社會的縮影，影片上映時造成了極大的矚目與討論，這股浪潮成功的創造了1340萬7966人次的票房，至今為南韓國片票房排行第五名，結尾時黃晸玟追逐劉亞仁暴走飆車的戲碼為電影最大高潮，觀光勝地明洞破天荒封街拍攝給予了這部電影很大的奧援。
飾演財閥三世的劉亞仁擺脫花美男形象，出色的演技令人眼睛為之一亮，憑本片與同年主演的《思悼》入圍第52屆大鐘獎最佳男主角，最終敗給《國際市場》黃晸玟，
6天後舉辦的第36屆青龍獎劉亞仁再度入圍並成功以《思悼》擊敗黃晸玟、宋康昊、李政宰、鄭在泳，拿下最佳男主角獎。
本片亦是黃晸玟繼《你是我的命運》、《闇黑新世界》後角逐第三座青龍獎最佳男主角，可惜落敗。

## 主要演員
- 黃晸玟 飾演 徐道哲  粵語配音聲演 黎家希
- 劉亞仁 飾演 趙泰吾  粵語配音聲演 杜景煜
- 柳海真 飾演 崔大勇  粵語配音聲演 羅偉傑
- 吳達庶 飾演 吳隊長  粵語配音聲演 楊啟健

## 其他演員
- 鄭滿植 飾演 權碩宇  粵語配音聲演 黃志明
- 柳仁英 飾演 多惠
- 張允珠 飾演 Miss 奉
- 金時厚 飾演 尹刑警
- 吳代煥 飾演 王刑警
- 千虎珍 飾演 廣域搜查隊總警
- 高圭弼 飾演 管轄巡警1
- 姜賢重 飾演 管轄巡警2
- 陳慶 飾演 李珠妍
- 崔珉 飾演 經濟學男教授2
- 安吉強 飾演 管轄總警
- 金民宰 飾演 管轄警察
- 黃炳國 飾演 管轄班長
- 宋永彰 飾演 趙東建
- 朴鐘煥 飾演 楊室長
- 李東輝 飾演 尹弘烈
- 鄭雄仁 飾演 裴哲勇
- 素淡 飾演 趙泰吾的小女友
- 嚴泰谷 飾演 隨行保安
- 趙德賢 飾演 監察班1
- 徐賢宇 飾演 崔常務的隨行保安
- 申承煥 飾演 朴記者
- 余鎬民 飾演 金院長
- 裴晟佑 飾演 中古車行老闆
- 張素妍 飾演 裴哲勇 妻
- 馬東石 飾演 文東旭 (客串)

## 獲獎紀錄
2015年：第36屆青龍電影獎
- 導演獎（柳承完）
2015年：第35屆韓國電影評論家協會獎
- 導演獎（柳承完）
- 十佳電影
2015年：第16屆釜山電影評論家協會獎
- 最佳男主角（柳海真）
2015年：第2屆韓國電影製作人協會獎
- 導演獎（柳承完）
- 攝影獎
- 編輯獎
- 技術獎 (特效)
2015年：第48屆西班牙錫切斯電影節
- 聚焦亞洲 最佳電影（柳承完）
2016年：第52屆百想藝術大賞
- 最佳導演 (柳承完)
2016年：第36屆黃金攝影獎
- 攝影獎-金獎
- 最佳男主角（劉亞仁）
2016年：第25屆釜日電影獎
- 最優秀作品獎
- 攝影獎
2016年：第11屆Max Movie電影獎
- 最佳導演 (柳承完)
- 最佳男演員（劉亞仁）
- 最佳男配角（吳達秀）
- 最佳電影

## 票房
截至2022年10月，本片累計觀影人數13,414,484人次，位列韓國電影史上最賣座的本土電影第五位。

## 外部連結
- NAVER上《辣手警探》的資料
- Daum上《辣手警探》的資料

- 韩国电影数据库（KMDb）上《辣手警探》的資料
- 互联网电影数据库（IMDb）上《辣手警探》的资料（英文）
- 《辣手警探》在HanCinema的页面（英文）
- 豆瓣电影上《辣手警探》的資料 （简体中文）